# Andrzej Moskaluk
Andrzej Moskaluk (ur. 11 marca 1960 w Gorzowie Wlkp.) – polski rzeźbiarz, artysta plastyk.

## Życiorys
W 1986 roku ukończył studia na Wydziale Sztuk Pięknych Uniwersytetu Mikołaja Kopernika w Toruniu w pracowni rzeźby Hanny Brzuszkiewicz, z tytułem magistra sztuki w zakresie rzeźby oraz wychowania plastycznego. W latach 1992–1994 był organizatorem i kuratorem wystaw „Świat emocji w sztuce” poświęconych twórczości osób upośledzonych umysłowo. W latach 1993–1999 był arteterapeutą w Ośrodku Rehabilitacyjno–Wychowawczym w Gorzowie Wlkp. W latach 2000–2003 był instruktorem arteterapii na Warsztatach Terapii Zajęciowej w Chwalęcicach. Od 2004 zajmuje się wyłącznie działalnością artystyczną tworząc we własnej pracowni w miejscowości Deszczno. Tworzy w metalu, a także w drewnie czy kamieniu łącząc techniki, formy i materiały. Specjalizuje się w rzeźbie plenerowej: kameralnej i monumentalnej. Od 2016 ponownie prowadzi zajęcia z arteterapii w ośrodku prowadzonym przez Stowarzyszenie na Rzecz Osób z Autyzmem w Gorzowie Wlkp.

## Wybrane realizacje
- pomnik kloszarda Szymona Giętego w Gorzowie Wlkp[1].
- pomnik żużlowca Edwarda Jancarza w Gorzowie Wlkp[2].
- pomnik landsberskiego malarza Ernsta Henselera w Gorzowie Wlkp[3].
- pomnik przyrodnika i literata Władysława Korsaka w Gorzowie Wlkp[4].
- pomnik kronikarza Janka z Czarnkowa w Czarnkowie[5].
- pomnik założyciela Wyższej Szkoły Handlu i Prawa, Ryszarda Łazarskiego w Warszawie[6].
- pomnik Pionierów Gorzowa w Gorzowie Wlkp[7].
- pomnik Kazimierza Furmana w Gorzowie Wlkp[8].
- rzeźba plenerowa Motyl w Gorzowie Wlkp.
- rzeźba plenerowa Żaba w Gorzowie Wlkp.
- popiersie Zdzisława Morawskiego w Gorzowie Wlkp[9].
- popiersie Ireny Dowgielewicz w Gorzowie Wlkp[10].
- popiersie Kazimierza Furmana w Gorzowie Wlkp[11].
- popiersie Zenona Bauera w Gorzowie Wlkp[12].
- Bachusiki- figurki o imionach: Artemida, Canishuberticus, Huberticus, Sokolnicus i Złotorogus w Zielonej Górze[13].
- tablice pamiątkowe (umieszczone na poziomie chodnika) w Alei Gwiazd na Placu Katedralnym w Gorzowie Wlkp. upamiętniające: Andrzeja Gordona, Jana Korcza, Wiesława Strebejkę, Henrykę Żbik-Nierubiec, Zdzisława Morawskiego, Jerzego Szalbierza, Waldemara Kućkę, Bolesława Kowalskiego, Michała Puklicza, Mieczysława Rzeszewskiego, Hieronima Świerczyńskiego i Irenę Dowgielewicz[14].
- tablice pamiątkowe w Alei Gwiazd na deptaku w Zielonej Górze, upamiętniające m.in. Tadeusza Kuntze, Klema Felchnerowskiego, Mariana Szpakowskiego[15].
- cykl rzeźb „mechanicznych”: TransForMan – (ponad dwumetrowej wysokości rzeźba wykonana z 167 elementów- części samochodowych), Mechanipterix, Mechanimal (rzeźby z części samochodowych)[16].

W 2001 w Alei Gwiazd wmurowano, a następnie na prośbę gorzowskich Cyganów usunięto, tablicę poświęconą romskiej poetce Papuszy. W cygańskiej społeczności kontrowersje wywołał fakt umieszczenia tablicy na ziemi.

## Wystawy
- wystawa „Dwa pokolenia sztuki gorzowskiej” w ramach Nocnego Szlaku Kulturalnego otwarta 3 czerwca 2011 w galerii „Pod Kopułą”[17].

- wystawa rzeźb mobilnych pod Dominantą otwarta 20 kwietnia 2013[18].

- wystawa uliczna rzeźb mobilnych: „Panopticom, czyli kuszenie św. Antoniego” – instalacja zaprezentowana w centrum Gorzowa Wielkopolskiego z 22 na 23 czerwca 2013 podczas Nocnego Szlaku Kulturalnego[19].
- pływająca rzeźba Genius Fluminis (wraz z Adamem Garnkiem), projekt zainstalowany w lipcu 2014 na rzece Warcie przy Bulwarze Wschodnim[20].
- wystawa indywidualna: „Rzeźba” – Kamienica Artystyczna Lamus w 2015[21].
- wystawa indywidualna rzeźb i obiektów „trashart przeTWORZENIE” w Galerii BWA w Gorzowie Wlkp. w 2016[22].

## Nagrody
- Jest laureatem Nagrody Prezydenta Miasta Gorzowa Wielkopolskiego i Nagrody Wojewody Gorzowskiego[23].